# Vale de Bonsucesso
Vale de Bonsucesso é o 3º distrito da cidade de Teresópolis. O distrito é composto por 13 bairros. O distrito é localizado na Zona Rural do município. Conta com uma população de 8,828 habitantes.

## História
A antiga sede do distrito era Nhuguaçu; a partir de 1990 passou a ser Vale de Bonsucesso. O distrito pertencia ao município de Nova Friburgo; o seu nome era Sebastiana.

## O distrito
O distrito é grande produtor de hortaliças e os principais produtos comercializados são verduras, cenoura, beterraba, couve-flor, pimentão e tomate.
Muitas fazendas que antes se dedicavam à lavoura, hoje estão sendo transformadas em haras, dedicando-se à criação de cavalos de raça, ou em hotéis fazenda, atraindo muitos turistas para região. Este distrito oferece lindas paisagens, clima agradável e muitas opções de lazer. Um dos grandes problemas encontrados é o uso de agrotóxicos nas lavouras, que vêm poluindo os rios.
A localidade de Bonsucesso, vem apresentando nos últimos anos um grande crescimento do comércio e de serviços prestados à comunidade local.

## Bairros
| Bairro       | População |
| ------------ | --------- |
| Venda Nova   | 500       |
| Vista Alegre | 356       |
| Frades       | 350       |
| Bonsucesso   | 850       |
| Motas        | 359       |
| Santa Rosa   | 392       |
| Vieira       | 150       |
| Morro Agudo  | 152       |
| Boa Vista    | 194       |